# Benyovszky Sándor
Benyói és urbanói gróf Benyovszky Sándor (Pest, 1838. július 7. – Budapest, 1913. március 12.) nagybirtokos, utazó, politikus.

## Élete
Benyovszky Zsigmond gróf és Draskovich Ágnes grófnő idősebbik fia. Élete nagy részében nemzetgazdasági és történelmi tanulmányokkal foglalkozott. Kezdetben Soltra visszavonulva gazdálkodott, a családja ügyeit rendezte. Ebben az időszakban szinte egész Nyugat-Európát beutazta, főleg Német- és Franciaországban utazott, ezen kívül Görögországot és Törökországot is bejárta. 1894-ben feleségével együtt álltak Kossuth Lajos halotti ágyánál Torinóban. Az 1890-es években megjelent a közéletben, a dunavecsei kerület képviselője lett, sokáig megmaradt ebben a tisztében.
1907-ben birtokának egyik gazdája, Csete István szántás közben egy honfoglalás kori rangos magyar női temetkezési helyet bolygatott meg. A talált műkincseket Benyovszky grófnak adta át, aki azokat a Magyar Nemzeti Múzeumnak ajándékozta.

## Családja
1876-ban nőül vette kvassói és brogyáni Kvassay Máriát (1855–1921), de gyermekeik nem születtek. Így harmadfokú unokatestvérének, Benyovszky Lajosnak a gyermekeit, Móricot és Rudolfot fogadta örökbe 1902-ben a grófi cím öröklése miatt.